# Nagai Kenji
Nagai Kenji (長井 健司 27 tháng 8 năm 1957 – 27 tháng 9 năm 2007) là một nhiếp ảnh gia báo chí người Nhật Bản từng chụp nhiều bức ảnh ở những vùng xung đột và những khu vực nguy hiểm trên toàn thế giới.
Ông bị bắn chết ở Burma trong cuộc biểu tình chống chính phủ tại Burma 2007. Nagai vẫn tiếp tục chụp những bức ảnh khi ông đang bị thương và nằm xuống đất, sau đó ông chết do vết đạn bắn vào ngực. Ông là người ngoại quốc duy nhất bị giết trong cuộc biểu tình.

## Tiểu sử
Nagai Kenji lớn lên tại Imabari, Ehime, Nhật Bản, và tốt nghiệp trường Trung học Imabari Nishi. Nagai theo học tại Đại học Tokyo Keizai (東京経済大学), và sau khi tốt nghiệp ông tiếp tục du học 1 năm tại Hoa Kỳ. Sau khi về Nhật, Nagai làm việc bán thời gian trước khi khởi sự trở thành một nhà báo tự do. Là nhiếp ảnh gia báo chí làm việc theo hợp đồng cho hãng AFP News ở Tokyo, Nagai đã quen với việc đi đến những nơi nguy hiểm ở vùng Trung Đông. Từ năm 1997 đến khi qua đời, Nagai đã chụp nhiều tác phẩm nắm giữ được bản chất của chiến tranh tại Afghanistan, Campuchia, vùng lãnh thổ Palestine, và Iraq.
Nagai đến Burma hai ngày trước khi chính phủ bắt đầu tấn công các nhà sư Phật giáo biểu tình chống lại chế độ độc tài quân sự đang cai trị đất nước kể từ khi chính phủ dân chủ bị lật đổ trong cuộc đảo chính năm 1962. Những cuộc biểu tình khởi nguồn từ khi chính phủ tăng giá nhiên liệu, nhưng phát triển thành những cuộc biểu tình quy mô lớn với hàng chục ngàn người gồm những đoàn tuần hành ủng hộ dân chủ do các nhà sư dẫn đầu trên những con đường ở Yangon.

## Qua đời
Nagai đạ có mặt tại Burma vào thứ ba ngày 25 tháng 9 để đưa tin về các cuộc biểu tình chống chính phủ. Vào thứ năm ngày 27 tháng 9, Nagai đang chụp ảnh những cuộc biểu tình gần khách sạn Traders, cách chùa Sule vài khuôn nhà trong khu buôn bán Yangon, ông bị các binh sĩ giết chết khi họ khai hỏa vào nhóm người biểu tình, một nhà báo nước ngoài khác cũng bị thương.
Những báo cáo đầu tiên cho rằng Nagai bị dính đạn lạc của các binh sĩ hoặc có thể bị bắn từ phía trước. "Đạn lạc" được chính phủ Burma đưa ra như một lời giải thích cho cái chết của Nagai. Tuy nhiên, một đoạn video do truyền hình Nhật Bản kiếm được cho thấy một quân nhân Burma đã đẩy Nagai xuống đất và bắn thẳng vào ông. Một bức ảnh tĩnh do Adrees Latif chụp được cho thấy người lính đang đứng phía trên Nagai, trong khi đó ông nằm dài dưới đất và vẫn giữ chặt máy ảnh của mình. Bức ảnh này được lên trang bìa của The New York Times vào ngày 28 tháng 9 năm 2007. Trong đại sứ quán Nhật Bản ở Burma, một bác sĩ đã thiết lập lại đạn đạo của viên đạn đã giết Nagai, chứng thực rằng viên đạn đã đi vào phía dưới ngực phải và xuyên thủng tim trước khi đâm ra sau lưng.
Vào ngày 8 tháng 10, một cảnh quay cho thấy một binh sĩ Burma đã tịch thu máy ảnh của Nagai đã được tiết lộ trong chương trình tin tức của Nhật Bản. Bức ảnh của Adrees Latif, mô tả Nagai đang nằm sóng soài trên mặt đường trước khi qua đời, đã nhận được giải Pulitzer vào năm 2008.

### Phản ứng
Tổ chức Phóng viên không biên giới lên án vụ giết hại Nagai, lưu ý rằng lúc bị bắn, Nagai đang cầm trên tay một máy ảnh chứng tỏ ông là một nhà báo. Giám đốc của tổ chức Phóng viên không biên giới chi nhánh Washington, D.C., Lucie Morillon, đã nói rằng Nagai bị "bỏ mặc cho đến chết trên đường."
Thủ tướng Nhật Bản Fukuda Yasuo than rằng cái chết của Nagai là "vô cùng đáng tiếc" và Chánh văn phòng Nội các Chính phủ Machimura Nobutaka gửi lời cầu nguyện và chia buồn. Machimura nói: "Chúng tôi mạnh mẽ phản đối chính phủ Myanmar và yêu cầu một cuộc điều tra (về cái chết). Chúng tôi yêu cầu (Myanmar) có những bước đi thích hợp để đảm bảo sự an toàn của các công dân Nhật Bản tại nước đó." Ngoại trưởng Nhật Bản Kōmura Masahiko nói rằng Burma phải chịu trách nhiệm với Nhật Bản trong cái chết của Kenji Nagai. Theo lời Kōmura, Ngoại trưởng Hoa Kỳ Condoleezza Rice đã nói với ông rằng "cộng đồng quốc tế không thể cho phép những người biểu tình ôn hòa bị giết hại". Vào ngày 28 tháng 9, Kōmura Masahiko đưa ra kháng nghị trong vụ giết hại Nagai khi ông gặp Ngoại trưởng Burma Nyan Win tại Trụ sở Liên Hợp Quốc. Trong cuộc gặp này, Nyan Win đã xin lỗi về cái chết của Nagai. Mitoji Yabunaka, Thứ trưởng Bộ Ngoại giao Nhật Bản, đã đến Burma vào ngày 30 tháng 9.
Mặc dù Nyan Win đã chính thức xin lỗi, nhưng một bài báo trên tờ "Mirror" của chính phủ phát hành vào ngày 13 tháng 10 lại đưa ra quan điểm khác về vụ việc. Bài báo tuyên bố rằng Nagai đã sử dụng visa du lịch thay vì visa nhà báo để vào nước này và đổ lỗi cho nhiếp ảnh gia vì không có giấy phép để đưa tin về nội sự của Burma. Nó nhấn mạnh rằng sự việc xảy ra tại thời điểm thiết quân luật và các binh sĩ khó có thể phân biệt được giữa công dân Burma và một người Nhật bởi nét tương đồng ở bề ngoài của người Á Châu
Bố của Nagai, ông Hideo, đã nói với truyền thông rằng: "Tôi không muốn các cơ quan hữu năng và chính phủ Myanmar phải dùng đến những biện pháp như vậy. Tôi mong muốn họ ngăn ngừa những điều tương tự tái diễn." Theo Ngoại trưởng Nhật Bản Komura Masahiko, Nhật Bản đã xem xét việc cắt giảm viện trợ phát triển cho Burma.
"The Group Protesting the Murder of Mr. Nagai by the Army of Myanmar" (tạm dịch: Nhóm phản đối việc quân đội Myanmar giết hại ông Nagai) được thành lập bởi các nhà báo, trí thức và người nổi tiếng Nhật Bản nhằm phản đối việc giết hại Nagai và kiến nghị việc trả lại máy ảnh và cuộn phim của ông. Trong tháng 11 năm 2007, nhóm đã thu thập được 20.000 chữ ký, chủ yếu là ở Nhật Bản. Ngày 26 tháng 11 năm 2007, nhóm đã đăng một phiên bản tiếng Anh của bức thư trên website và thu thập các chữ ký ở ngoại quốc.

## Giải thưởng Nagai Kenji
Hiệp hội Truyền thông Burma thông cáo về việc thành lập một giải thưởng để truy niệm Nagai. Giải thưởng nhằm ghi nhận những cá nhân đã đưa những tin chân thật về Burma. Năm 2009, giải thưởng lần đầu được trao cho nữ phóng viên người Burma, Eint Khaing Oo.

### Video
- The documentary picture of the Iraqi War by Nagai. Part 1 (video) Lưu trữ ngày 27 tháng 9 năm 2007 tại Wayback Machine - APF通信社
- Kenji Nagai shot by Burmese soldiers (video) at Dailymotion